# Klinkby
Klinkby is een plaats in de Deense regio Midden-Jutland, gemeente Lemvig, en telt 393 inwoners (2008).